# Hassan Mabrouk
Hassan Mabrouk (29 de julio de 1982) es un jugador de balonmano catarí nacido en Egipto que juega de pívot en El Jaish SC catarí. Es internacional con la Selección de balonmano de Catar.
Con la selección ganó la medalla de plata en el Campeonato Mundial de Balonmano Masculino de 2015.

## Clubes
- El Jaish SC